# Asthenolabus latiscapus
Asthenolabus latiscapus är en stekelart som först beskrevs av Thomson 1894.  Asthenolabus latiscapus ingår i släktet Asthenolabus och familjen brokparasitsteklar. Arten är reproducerande i Sverige. Utöver nominatformen finns också underarten A. l. meridionator.